# گروه مران‌بنگ
گروه مُران‌بُنگ (به کره‌ای: 모란봉악단، به انگلیسی: Moranbong band) که به ارکستر کوه موران نیز شناخته‌شده هستند یک گروه کامل دخترانهٔ کرهٔ شمالی است که اعضایش بوسیلهٔ رهبر کشورشان یعنی جُنگ‌اون کیم انتخاب شده‌است. آن‌ها ترکیبی از موسیقی پاپ، راک و جاز فیوژن در نمایش‌هایشان اجرا می‌کنند و نخستین گروه کامل-دخترانه در کرهٔ شمالی به‌شمار می‌آیند. نخستین حضور جهانی‌شان در ۶ ژولای ۲۰۱۲یعنی جمعه ۱۶ تیر ۱۳۹۱ است. سبک ترکیبی موسیقی این گروه را همچون یک سمفونی توصیف کرده‌اند چرا که «گونه‌های متفاوتی از صداها را کنار هم می‌گذارند و با یک نتیجهٔ هماهنگ و رضایت‌بخش اجرا را می‌سازند».

## تاریخچه
رژیم کرهٔ شمالی برای افزایش رضایت سطوح گوناگون جامعه احساس نیار به حضور گروه‌های پاپ مدرن در کرهٔ شمالی را جس کرد، از این قشرها جامعه می‌توان به موردهای زیر اشاره داشت: قشر پیشروی پیونگ یانگ، نظامیان و تکنسین‌ها، زنان و جوانان. وجود این گروه نیازمند پذیرش مدهای غیر سنتی کره‌ای و اجازهٔ ورود عنصرهایی غربی می‌بود همچون دامن‌های کوتاه، کفش‌های پاشنه بلند و مدل موهای کوتاه جدید. این گروه توانست بین دختران پیونگ‌یانگی به سرعت طرفدار پیدا کند. این گروه در تلویزیون کرهٔ شمالی نیز جایگاه خود را دارد.
تأسیس این گروه جدید مدیون تجربهٔ خوشایند کره‌شمالی‌ها از چند گروه موسیقی سبک‌تر دیگر بود که از میان آن‌ها می‌توان به گروه مسیقی سبک وانگ‌جائه‌سان و اِنسِمبِل الکترونیکی پُچُن‌بُ نام برد. با ظهور گروه مُران‌بُنگ، اهمیت گروه‌های ایجاد شده بوسیلهٔ جُنگ‌ایل کیم، پدرِ جُنگ‌اون کیم کاهش یافت. ارکستر اون‌هاسو ناپدید شد و شرکت اُپرای دریای خون تنزل مقام یافت.
بنا به KCNA «جُنگ‌اون کیم به خاطر نیازهای صدهٔ کنونی و ضعف کرهٔ شمالی در مقابل حرکت‌های هنری-ادبی کرهٔ جنوبی گروه مُران‌بُنگ را راه‌اندازی کرد».
این گروه برای انجام منظم کنسرت‌های تلویزیونی در بخش سرگرمی صدا و سیما راه‌اندازی شد.

## اعضا
بر خلاف گروه‌های ارکستر دیگر کرهٔ شمالی این گروه تنها شامل عضو خانم است. به‌علاوه بر خلاف گروه‌های دخترانهٔ کرهٔ جنوبی، اعضای این گروه هر یک ساز خود را می‌نوازد که توانایی بالاتری را نشان می‌دهد. در اثر نظام تحصیلی موسیقی کرهٔ شمالی که بر دقت و صحت بسیار سخت‌گیر است مهارت‌های نوازندگی آن‌ها «ماهرانه و قوی» است. تعداد زیاد اعضای گروه باعث شده‌است که بتوانند سبک‌های گوناگونی از موسیقی را بتوانند بنوازند و همین‌طور چینش‌ها و ترکیب‌های تکنیکی چالش‌برانگیزی را ارائه کنند. تغییر در رتبه‌ها و ترتیب اعضا تأثیری بر سبک کاری این گروه نگذاشته و تنها صرف مهارت تکنیکی آن‌ها بوده‌است تا تأثیر عمومی آن‌ها که نکتهٔ قابل توجهی در مقابل گروه‌های کرهٔ جنوبی می‌باشد. اعضای گروه دارای رتبهٔ نظامی بالا در ارتش هستند و به غیر از اجراهایشان در محیط‌های عمومی در یونیفرم‌ها و درجه‌های نظامی‌شان ظاهر می‌شوند. در نتیجه برخی این گروه را یک گروه ارکستر نظامی می‌دانند تا یک گروه پاپ. پس از اجراها لباس‌ها را عوض می‌کنند و جواهرات و زینت‌آلات را درمی‌آورند.
لیست گروه در می ۲۰۱۳ به شرح زیر است.
نوازندگان:
- هیانگ‌هوی ساُن‌او (Seon-u Hyang-hui (선우향 - ویولن اول و رهبر گروه (سابقاً در گروه سام‌جی‌یاُن ویولن‌نواز بوده‌است)
- سوکیاُنگ هُنگ (Hong Su-kyeong (홍수경 - ویولن دوم
- یاُنگ‌می چا (Cha Young-mi (차영미 - ویولن سوم
- اِون‌جاُنگ یو (Yoo Eun-jeong (유은정 - ویولن سل
- هوی‌کیاُنگ ری (Ri Hui-kyeong (리희경 - سینتی سایزر
- یاُنگ‌می کیم (Kim Yong-mi (김영미 - سینتی سایزر
- جاُنگ‌ایم چوی (Choi Jeong-im (최정임 - ساکسیفون
- جُنگ‌می کیم (Kim Jong-mi (김정미 - پیانو
- سون‌جاُنگ هان (Han Sun-jong (한순정 - درامز
- ریاُنگ‌هوی کانگ (Kang Ryeong-hui (강령희 - گیتاریست
- هیه‌ریُن جُن (Jon Hye-ryon (전혜련 - باس

خوانندگان:
- یوکیاُنگ کیم (Kim Yoo-kyeong (김유경
- ساُل‌می کیم (Kim Seol-mi (김설미
- جین‌آ ریو (Ryu Jin-a (류진아
- می‌میاُنگ پارک (Pak Mi-kyeong (박미경
- سوهیاُنگ جاُنگ (Jung Su-hyang (정수향
- ساُن‌هیانگ پارک (Pak Seon-hyang (박선향
- یومین را (Ra Yu-mi (라유미
- سوکیاُنگ ری (Ri Su-kyong (리수경
- میاُنگ‌هوی ری (Ri Myeong-hui (리명희